# بوتو (طائر)
بوتو (الاسم العلمي: Nyctibiidae) هي فصيلة من الطيور تضم جنساً واحداً تتبع رتبة السبديات.

## التوزيع
يتواجد في جنوب المكسيك والهند الغربية إلى الباراغواي، وشمال الأرجنتين. ويعيش في البلدان ذات الغابات المكشوفة، والطائر غير مهاجر.

## الوصف
طائر بوتو من الطيور الانفرادية الليلية في المناطق المدارية الأمريكية، تتميز بأنماط معقدة من الرمادي والأسود، ولديها ريش بني يشبه أوراق الشجر، ينامون خلال النهار، ويستيقظون عند الغسق، لديهم عيون ضخمة قادرة على اكتشاف الفراشات وغيرها من الحشرات الطائرة في الظلام
لديه أيضا أفواه واسعة لاصطياد فريسة أثناء رحلاتهم بطريقة سريعة وقصيرة وصامتة، وعلى الرغم من ان أزواج طائر بوتو قد تتواجد في غضون بضع عشرات من الأمتار عن بعضها البعض، فهي أساسا مخلوقات انفرادية .
طول الجناحان 35-48 سم. وجناحيه وذيله مُدببان. كما أن الذكر والأنثى متشابهان

## السلوك
طائر منفرد ينشط ليلاً، يجثم منتصباً على بقايا الأشجار المقطوعة أو على الأغصان، ويندفع عن مجثمه ليمسك الحشرات والبيوض وعادة في أعلى شجرة مقطوعة، والفرخ ازغب ينشأ داخل العش.
طائر بوتو بدلا من بناء عش، يختار فرع أو مجرد شق مناسب الحجم لاستيعاب بيضة واحدة، البيض هو أبيض، مع علامة لبني ورمادي، ويتم احتضانه من قبل كلا الوالدين لمده 30-35 يوما.

## الأنواع
تضم سبعة أنواع كلها تشترك في نفس الجنس :
- بوتو طويل الذيل
- بوتو روفوس
- بوتو عظيم
- بوتو شائع
- بوتو شمالي
- بوتو أبيض الجناحين
- بوتو الأنديز